# Olivier (Mondkrater)
Olivier ist ein Einschlagkrater auf der Mondrückseite.
Der Krater liegt im Norden des Mondes, südlich des großen Kraters Gamow. In südöstlicher Richtung befinden sich Störmer und etwas weiter van Rhijn, in südwestlicher Richtung der näher gelegene Volterra.
Oliviers Kraterwall ist von mehreren Einschlagkratern gezeichnet, besonders auffällig ist eine Kette von kleineren Kratern im Südwesten des Kraterrandes. Die Entstehungszeit des Kraters wird der nektarischen Periode zugerechnet.
Olivier hat zwei Nebenkrater:
| Buchstabe | Position            | Durchmesser | Link |
| --------- | ------------------- | ----------- | ---- |
| N         | 56,63° N, 137,08° O | 61 km       |      |
| Y         | 61,82° N, 135,8° O  | 42 km       |      |

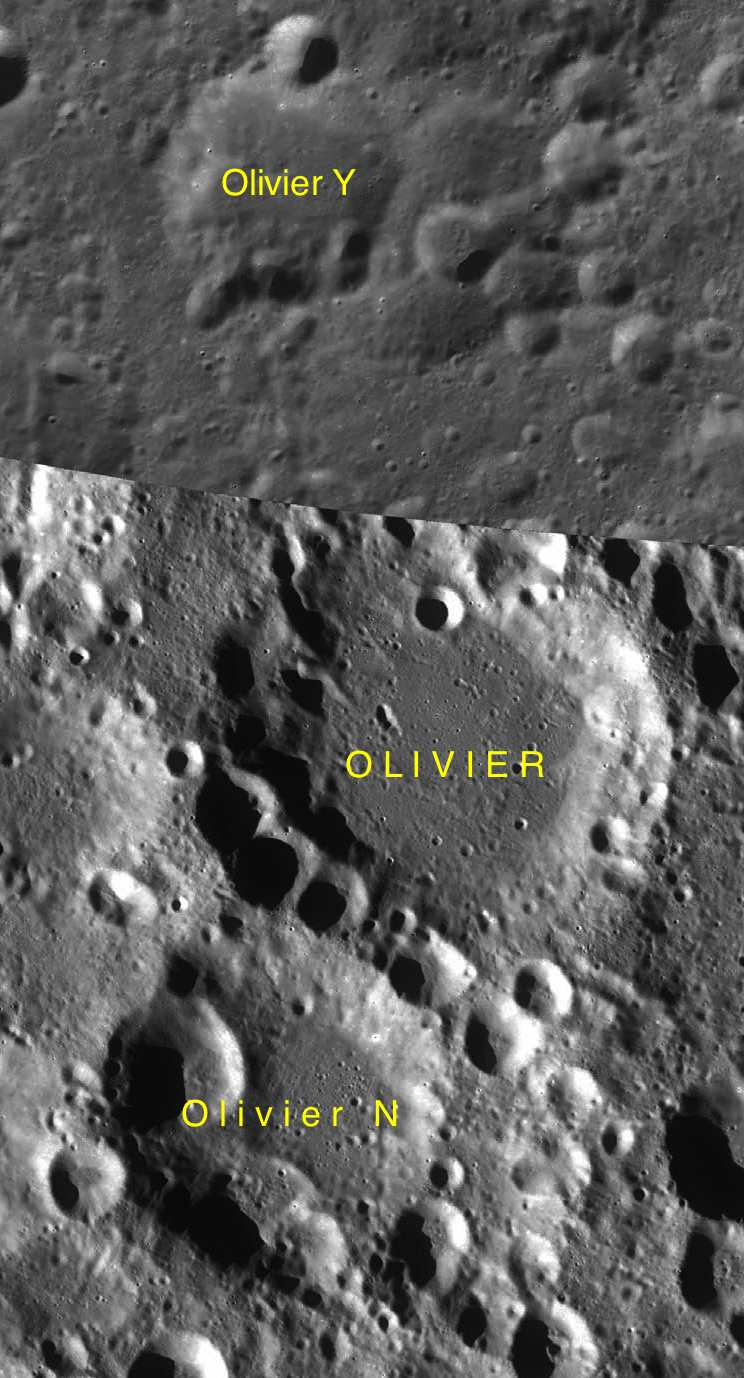
Olivier mit seinen Nebenkratern

Der Krater wurde 1979 von der IAU offiziell nach dem US-amerikanischen Astronomen  Charles Pollard Olivier benannt.